# Angelo Ramazzotti
Angelo Ramazzotti (ur. 3 sierpnia 1800 w Mediolanie, zm. 24 września 1861 w Gherla di Crespano del Grappa), włoski duchowny katolicki, patriarcha Wenecji, nominowany do godności kardynalskiej.
Był synem Giuseppego i Giulii Maderny. W sierpniu 1823 uzyskał na uniwersytecie w Pawii doktorat obojga praw i przez trzy lata praktykował jako prawnik. W 1826 wstąpił do mediolańskiego seminarium. Święcenia kapłańskie przyjął 13 czerwca 1829. Wstąpił do kongregacji oblatów św. Ambrożego i Karola, był trzykrotnie przełożonym szkoły kongregacji, przez dwadzieścia lat prowadził pracę misyjną w Mediolanie i Como. 20 maja 1850 został mianowany biskupem Pawii, sakrę biskupią przyjął 30 czerwca 1850 w Rzymie z rąk kardynała Giacomo Filippo Fransoniego. Zainicjował działalność seminarium lombardzkiego przy Papieskim Instytucie Misji Zagranicznych (1850). 15 marca 1858 został przeniesiony na stolicę patriarszą w Wenecji. Nosił też tytuł asystenta tronu papieskiego (1860).
W 1861 został nominowany kardynałem przez papieża Piusa IX. Zamierzał nie przyjmować godności i wystosował w tej sprawie list do papieża, tłumacząc się złym stanem zdrowia (cierpiał na dusznicę). Jednocześnie w liście do kardynała Giacoma Antonellego pisał, że nie jest w stanie finansowo podołać kosztom kardynalatu. Ostatecznie insygniów kardynalskich nie odebrał, zmarł 24 września 1861 – na trzy dni przed planowanym konsystorzem. Pochowany został w katedrze w Wenecji, w 1957 zwłoki przeniesiono do kościoła św. Franciszka Ksawerego w Mediolanie, a w powtórnych uroczystościach pogrzebowych uczestniczyli dwaj przyszli papieże, patriarcha Wenecji kardynał Roncalli i arcybiskup Mediolanu Montini. Ten ostatni, już jako papież, zainicjował w 1978 proces beatyfikacyjny Ramazzottiego.